# Wolseley 4/44
La Wolseley 4/44 est une automobile construite par le constructeur britannique British Motor Corporation en 1952, et dont la  fabrication s’étendit de 1953 à 1956. Conçue sous les auspices de la Nuffield Organization, elle fut commercialisée alors que la marque Wolseley avait déjà été intégrée au sein de BMC. Une part substantielle de sa conception fut commune avec celle de la MG Magnette ZA, laquelle vit le jour quelque peu plus tard dans la même année. 
À la différence des MG, la 4/44 était dotée du moteur XPAW, dérivé du XPAG qui équipait naguère les modèles ultérieurs de la série MG T-type, mais dépourvu de sa pleine puissance, ne comportant qu’un seul carburateur. Sa puissance s’élevait à 46 ch (34 kW) à quatre mille huit cents tours par minute. La boîte de vitesses manuelle, pourvue de quatre rapports, était munie d’un levier de changement à colonne. 
L’ossature consistait en une construction monocoque, munie à l’avant d’une suspension indépendante à balanciers, actionnée par des ressorts hélicoïdaux, et à l’arrière, d’un essieu inflexible.
L’automobile se distinguait par une ornementation des plus raffinées, arborant un tablier de bord en essences nobles, des sièges garnis de cuir ainsi qu’une calandre Wolseley d’apparat, frappée d’un emblème luminescent. Toutefois, son coût fort élevé — s’élevant à 997 livres sterling sur le marché domestique.
Un exemplaire éprouvé par la revue The Motor atteignait une vélocité maximale de 117 km/h et parvenait à s’élancer de 0 à 97 km/h en l’espace de 29,9 secondes. Il fut observé une consommation de carburant s’élevant à 10,2 L/km. 
Le 4/44 a été remplacé en 1956 par le similaire Wolseley 15/50. 
|  |  |